# Paldiski
Paldiski est une localité et un port estonien de la commune de Lääne-Harju à la frontière entre la mer Baltique et le golfe de Finlande. La ville est située dans le comté de Harju, sur la côte occidentale de la péninsule de Pakri.

## Histoire

### Domination suédoise et russe
Au XVIIe siècle, les Suédois construisent un port qu'ils nomment Rågervik à l'emplacement du port actuel de Paldiski.
En 1762, les russes la nomment en russe : Балтийский Порт, Port Baltiyskiy, signifiant Port de la Baltique.
La base navale fait alors partie du gouvernement d'Estland en Russie impériale.
En 1783, le port de Baldiski obtient les droits de ville.
En 1787, l’église orthodoxe Saint-George est inaugurée et en 1842 l'église luthérienne Saint-Nicolas.
En 1870, la voie ferrée atteint le port.
Le 23 juin 1912, le tsar Nicolas II est le kaiser Guillaume II se rencontrent à Paldiski pour la dernière fois avant la Première Guerre mondiale.
En estonien, le nom du port est orthographié Baltiski avant la réforme orthographique de 1933 où le nom de la ville devient Paldiski.

### Époque soviétique
En 1962, Paldiski devient un centre d'entrainement de sous marins de la marine soviétique.
Le centre emploie environ 16 000 personnes, et avec ses deux réacteurs nucléaires (d’une puissance de 70 MW et 90 MW), c'est la seconde base de l'union soviétique.
Ce sera alors une ville fermée entourée de fils de fer barbelés jusqu'au départ du dernier navire soviétique en août 1994.
En 1991, l'union soviétique s’effondre et l'Estonie retrouve son indépendance.
En septembre 1995, la Russie éteint les réacteurs nucléaires et les remporte en Russie.

## La ville actuelle
Le parc éolien de Paldiski a un rendement énergétique de 56 000 MWh, qui couvre environ un pour cent de la consommation d'électricité de l'Estonie.[Quand ?]
La ville abrite l'Institut estonien de la mer. En septembre 2006, elle est au cœur d'une polémique sur l'affaire du Probo Koala.

## Démographie
| Ethnie      | 1922   | 1922 | 1934   | 1934 | 1941   | 1941 | 1959   | 1959 | 1970   | 1970 | 1979   | 1979 | 1989   | 1989 | 2000   | 2000 | 2011   | 2011 | 2021   | 2021 |
| Ethnie      | nombre | %    | nombre | %    | nombre | %    | nombre | %    | nombre | %    | nombre | %    | nombre | %    | nombre | %    | nombre | %    | nombre | %    |
| ----------- | ------ | ---- | ------ | ---- | ------ | ---- | ------ | ---- | ------ | ---- | ------ | ---- | ------ | ---- | ------ | ---- | ------ | ---- | ------ | ---- |
| Estoniens   | 961    | 91.3 | 799    | 93.9 | 119    | 96.0 | 250    | 7.38 | 381    | 5.52 | 233    | 3.19 | 186    | 2.42 | 1260   | 29.7 | 1338   | 32.8 | 1294   | 34.8 |
| Russes      | 31     | 2.95 | 19     | 2.23 | 2      | 1.61 | -      | -    | 4683   | 67.8 | 5325   | 72.8 | 5467   | 71.1 | 2217   | 52.2 | 2183   | 53.4 | 1926   | 51.8 |
| Ukrainiens  | -      | -    | 0      | 0.00 | -      | -    | -      | -    | 1124   | 16.3 | 1010   | 13.8 | 1264   | 16.4 | -      | -    | 283    | 6.93 | 236    | 6.35 |
| Biélorusses | -      | -    | -      | -    | -      | -    | -      | -    | 362    | 5.24 | 498    | 6.81 | 507    | 6.59 | -      | -    | 136    | 3.33 | 112    | 3.01 |
| Finnois     | -      | -    | 0      | 0.00 | 0      | 0.00 | -      | -    | 30     | 0.43 | 22     | 0.30 | 18     | 0.23 | -      | -    | 17     | 0.42 | 15     | 0.40 |
| Juifs       | 0      | 0.00 | 1      | 0.12 | 0      | 0.00 | -      | -    | 34     | 0.49 | 22     | 0.30 | 16     | 0.21 | -      | -    | 5      | 0.12 | 5      | 0.13 |
| Lettons     | -      | -    | 1      | 0.12 | 0      | 0.00 | -      | -    | 12     | 0.17 | 14     | 0.19 | 15     | 0.20 | -      | -    | 9      | 0.22 | 17     | 0.46 |
| Allemands   | 41     | 3.90 | 23     | 2.70 | -      | -    | -      | -    | -      | -    | 7      | 0.10 | 3      | 0.04 | -      | -    | 1      | 0.02 | 0      | 0.00 |
| Tatars      | -      | -    | 0      | 0.00 | -      | -    | -      | -    | -      | -    | 47     | 0.64 | 44     | 0.57 | -      | -    | 15     | 0.37 | 9      | 0.24 |
| Polonais    | -      | -    | 0      | 0.00 | 0      | 0.00 | -      | -    | -      | -    | 17     | 0.23 | 23     | 0.30 | -      | -    | 16     | 0.39 | 13     | 0.35 |
| Lituaniens  | -      | -    | 0      | 0.00 | 0      | 0.00 | -      | -    | 30     | 0.43 | 19     | 0.26 | 27     | 0.35 | -      | -    | 14     | 0.34 | 12     | 0.32 |
| inconnue    | 0      | 0.00 | 0      | 0.00 | 0      | 0.00 | 0      | 0.00 | 0      | 0.00 | 0      | 0.00 | 0      | 0.00 | 25     | 0.59 | 4      | 0.10 | 6      | 0.16 |
| autres      | 19     | 1.81 | 8      | 0.94 | 3      | 2.42 | 3137   | 92.6 | 251    | 3.63 | 97     | 1.33 | 120    | 1.56 | 746    | 17.6 | 64     | 1.57 | 72     | 1.94 |
| Total       | 1052   | 100  | 851    | 100  | 124    | 100  | 3387   | 100  | 6907   | 100  | 7311   | 100  | 7690   | 100  | 4248   | 100  | 4085   | 100  | 3719   | 99.9 |

## Transport

### Maritime
Aujourd'hui Paldiski est une base de la marine estonienne et un important port maritime qui reste libre de glace même en hiver.
Depuis 1993, le port Sud de Paldiski fait partie du complexe portuaire de Tallinn.
Les navires sont principalement des rouliers transportant le bois, les engrais, les métaux et de la tourbe.
Les compagnies Tallink et DFDS assurent des transports maritimes de passagers et de marchandises entre Paldiski et Kapellskär.

### Routier
Il y a un transport maritime régulier de fret vers le Royaume-Uni, l'Allemagne, la Pologne, la Suède et la Finlande et des liaisons routières et ferroviaires avec la Russie.
Paldiski est reliée à Tallin par la Route nationale 8.

### Ferroviaire
La ligne de Tallinn à Paldiski dessert la Gare de Paldiski.

## Jumelages
Les villes jumelles de Paldiski sont:

## Personnalités
- Amandus Adamson, peintre et sculpteur, y vécut après 1918 et y mourut en 1929
- Salavat Ioulaïev
- Afanassi Fet

## Le pénitencier
Près de Paldiski se trouve l'ancien bastion Rogervik qui servit longtemps de bagne.
Les premiers condamnés du bagne sont des prisonniers de Reval (Tallinn), dont le nombre ne dépasse pas quelques centaines.
Les personnes qui ont été condamnées aux travaux forcés dans le port de la Baltique s'ajoutent les "barbus" ayant transgressé l'ordre de Pierre Ier de se raser la barbe.
À partir de 1722, le nombre de détenus augmente rapidement et en 1726 le bagne compte plus de 2 000 personnes.
En 1726, les condamnés sont envoyés en Sibérie, et le bagne de Paldiski ne compte plus que 300 prisonniers.
Les conditions de vie du bagne étaient extrêmement difficiles et de nombreux prisonniers y sont morts de maladie ou de faim.
De nombreux prisonniers ont participé à la période de soulèvement Bachkir (1755-1756) ou à la guerre des Paysans russes (1773-1775).
Parmi les nombreux prisonniers citons Emelian Pougatchev et Salavat Ioulaïev.

## Galerie

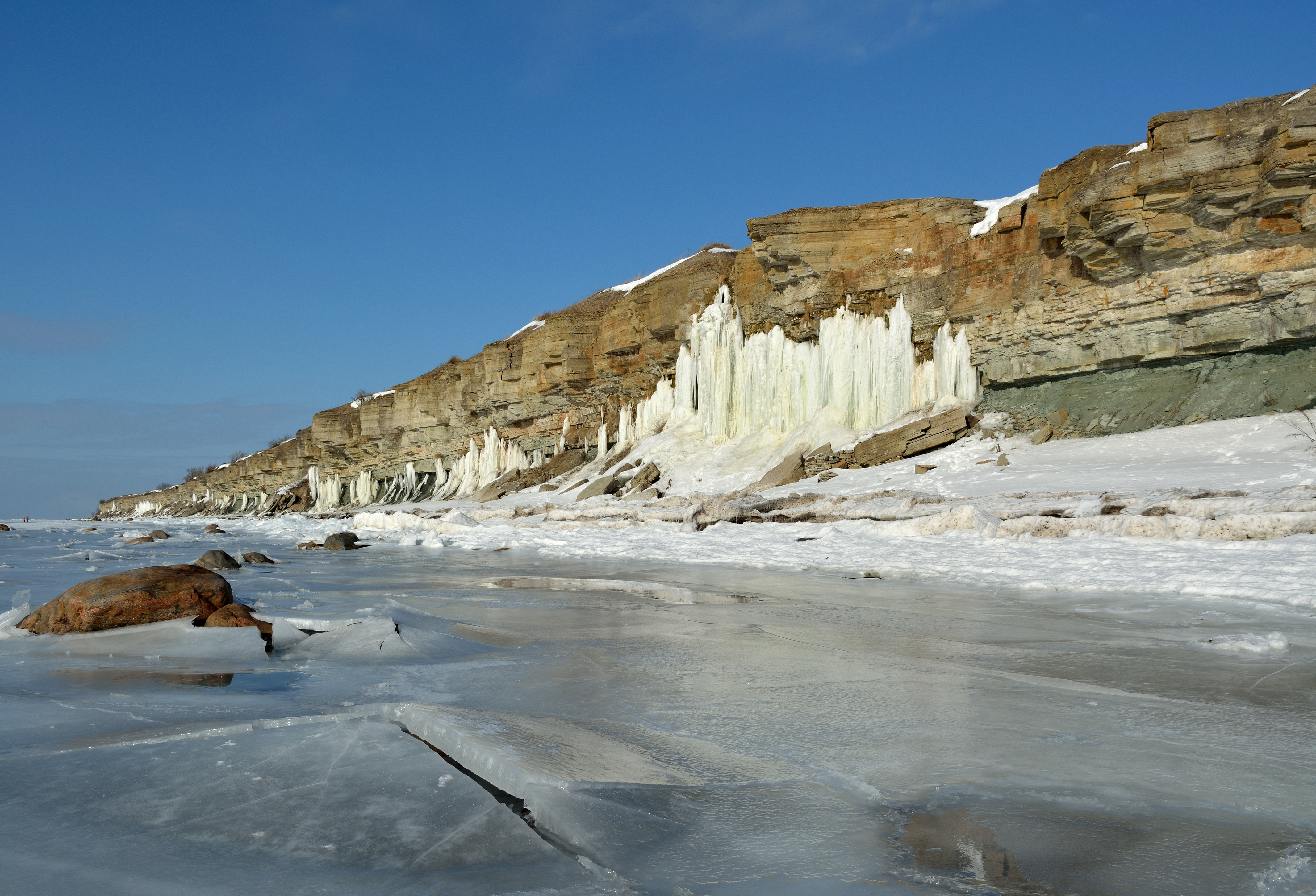
Péninsule de Pakri.
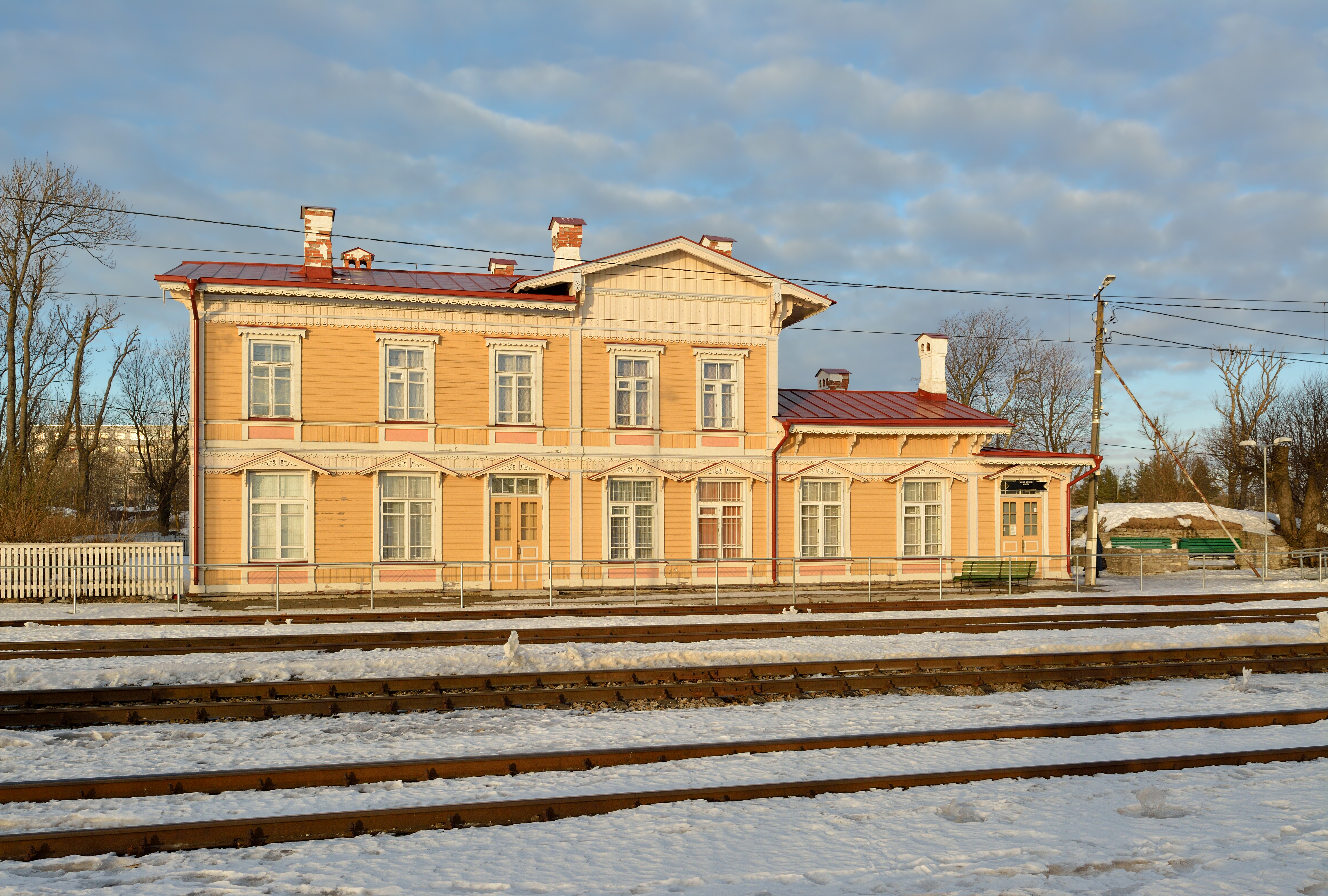
Gare de Paldiski.
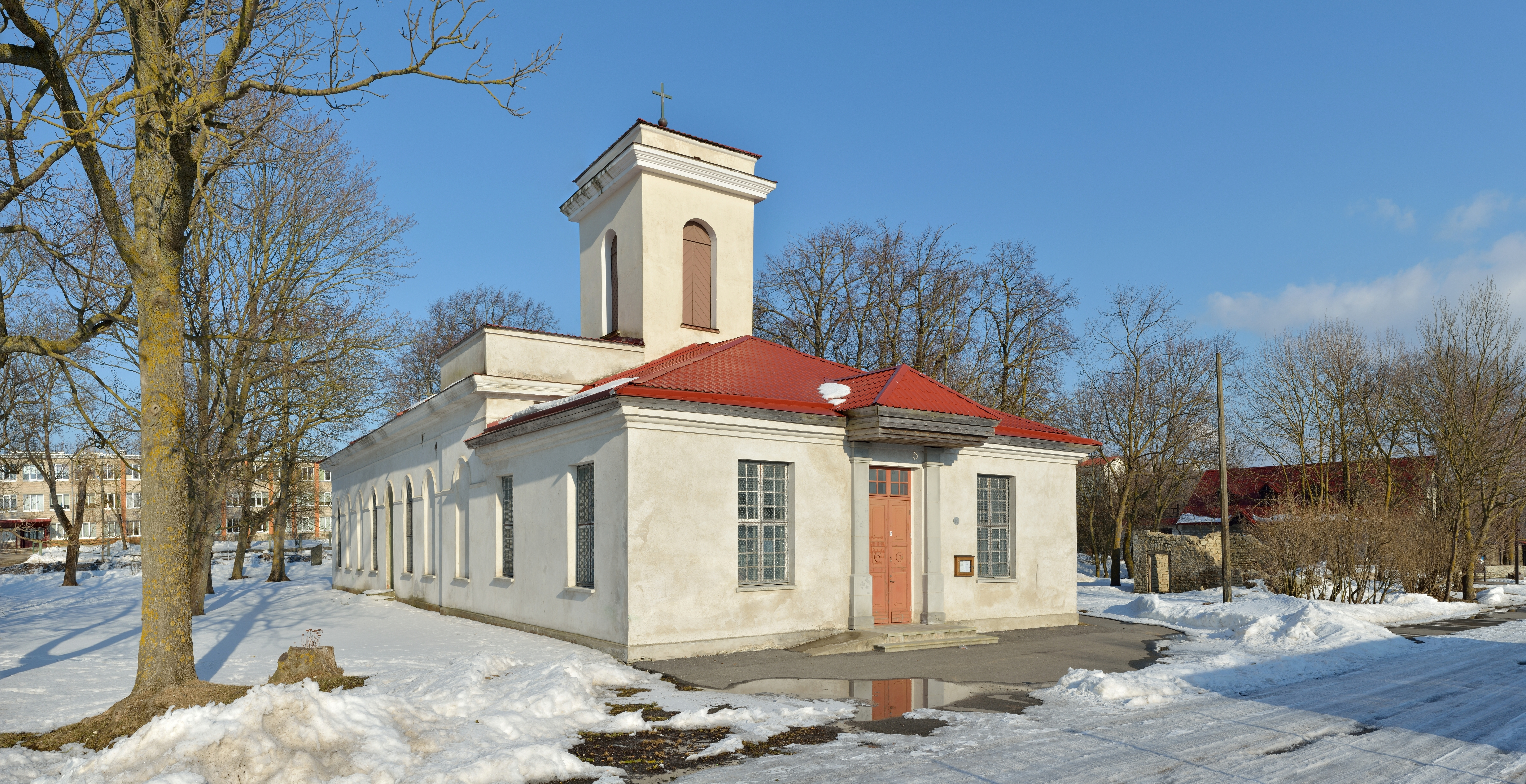
Église Saint-Nicolas.
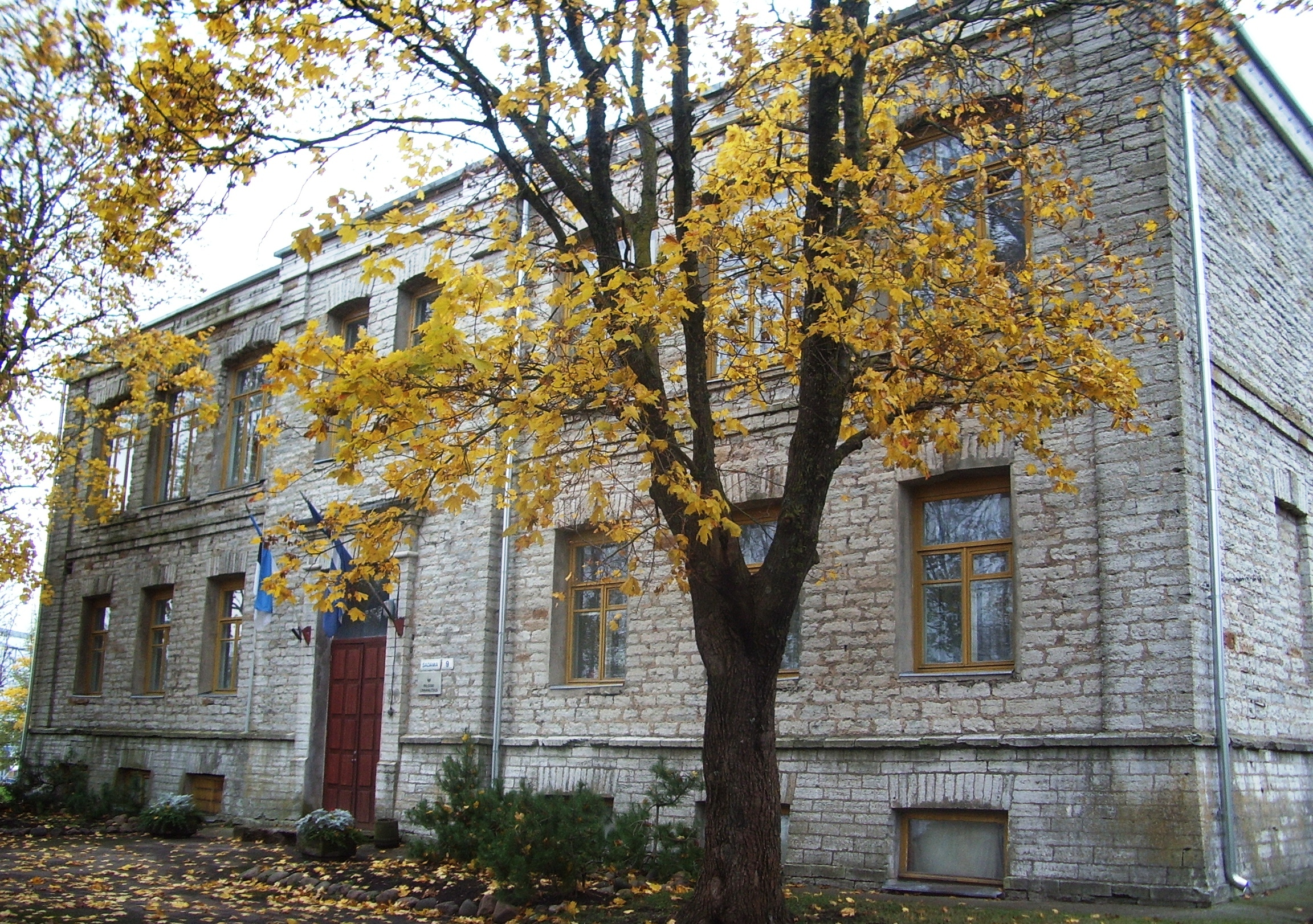
Bâtiment administratif.
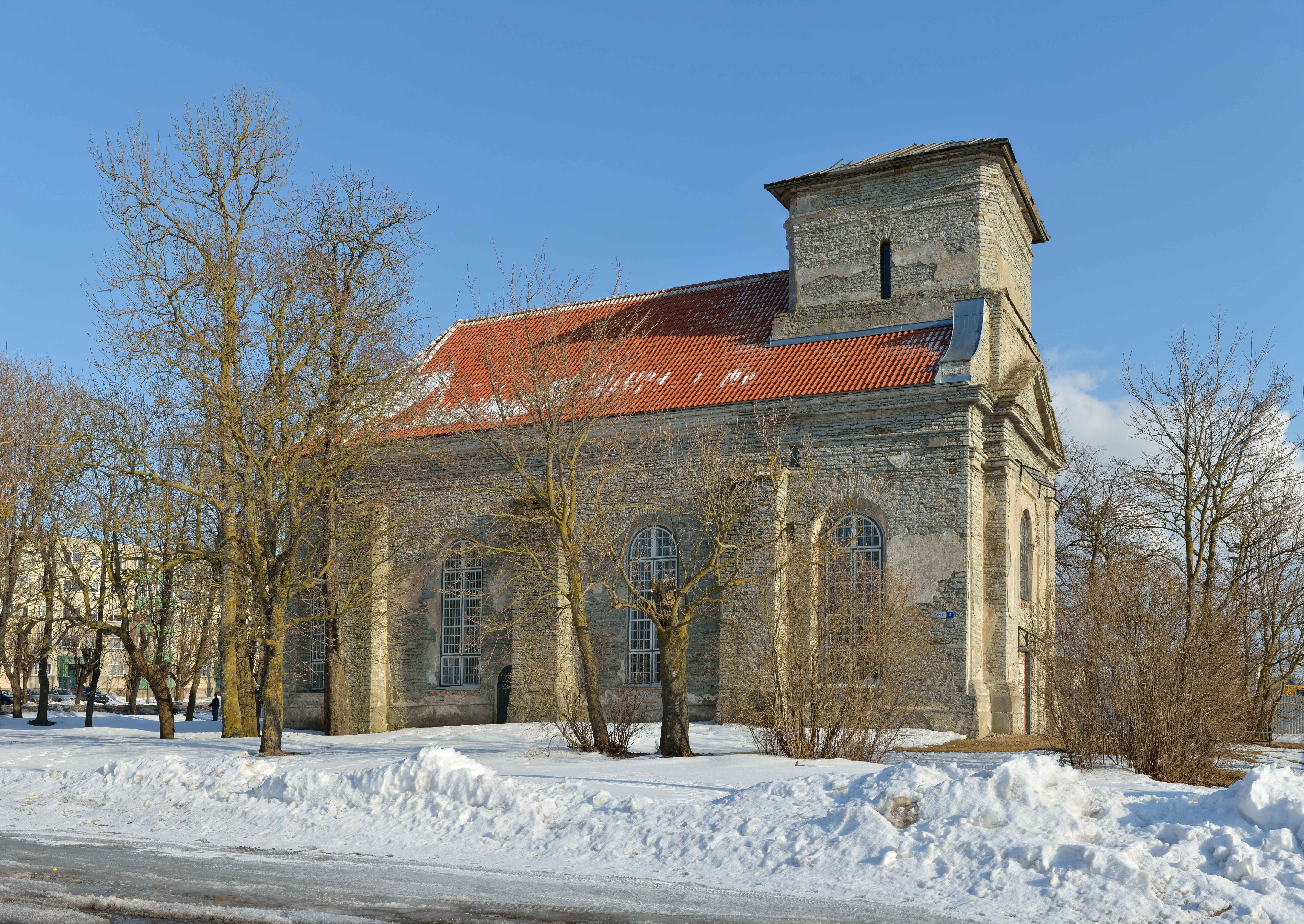
Église Saint-Georges.